# Iron Fist (série télévisée)
Pour les articles homonymes, voir Iron Fist.
Agents of SHIELD : Vendetta The Defenders
Marvel's Iron Fist, ou simplement Iron Fist est une série télévisée américaine créée par Scott Buck et diffusée pour la première fois le 17 mars 2017 sur Netflix. Le 12 octobre 2018, Netflix annonce l'annulation de la série après deux saisons, la raison invoquée étant la création du service de streaming Disney+.
Elle met en scène le personnage Marvel Comics Iron Fist, interprété par l'acteur Finn Jones. La série est produite par Marvel Television et ABC Studios.
Elle fait partie, avec Daredevil, Jessica Jones et Luke Cage, des quatre séries de l'univers cinématographique Marvel réunies en 2017 dans la mini-série The Defenders, toujours sur Netflix. En 2022, l'annonce d'un soft-reboot de Daredevil, confirme la série et ses dérivés de la chronologie officielle de l'univers cinématographique Marvel.
En France, Iron Fist est supprimée de la plateforme Netflix le 28 février 2022, après l’acquisition des droits de la série par Disney. Depuis le 29 juin 2022, la série est de nouveau disponible au streaming légal sur la plateforme Disney+.

## Synopsis
Le milliardaire disparu, Daniel "Danny" Rand, est de retour à New York, après quinze ans d'absence, pour reprendre l'entreprise familiale. Mais pour y parvenir, il devra affronter la corruption et le crime qui gangrènent ses proches. Pour cela, il pourra compter sur sa connaissance des arts martiaux et sa capacité à utiliser le Poing d'acier, une technique étudiée auprès des moines de K'un L'un. Il aura dans son combat de précieuses alliées telles que Colleen Wing et Claire Temple.

## Distribution

### Acteurs principaux
- Finn Jones (VF : Patrick Mancini) : Danny Rand / Iron Fist[4]
- Jessica Henwick (VF : Ingrid Donnadieu) : Colleen Wing[5]
- Jessica Stroup (VF : Stéphanie Lafforgue) : Joy Meachum (en)[5]
- Tom Pelphrey (VF : Florian Wormser) : Ward Meachum (en)[5]
- Sacha Dhawan (VF : Benjamin Penamaria) : Davos / Steel Serpent (en)
- Ramón Rodríguez (VF : Damien Ferrette) : Bakuto (en) (saison 1)
- David Wenham (VF : Yann Guillemot) : Harold Meachum (en)[5] (saison 1)
- Alice Eve (VF : Nathalie Bienaimé) : Mary Walker / Typhoid Mary (saison 2)

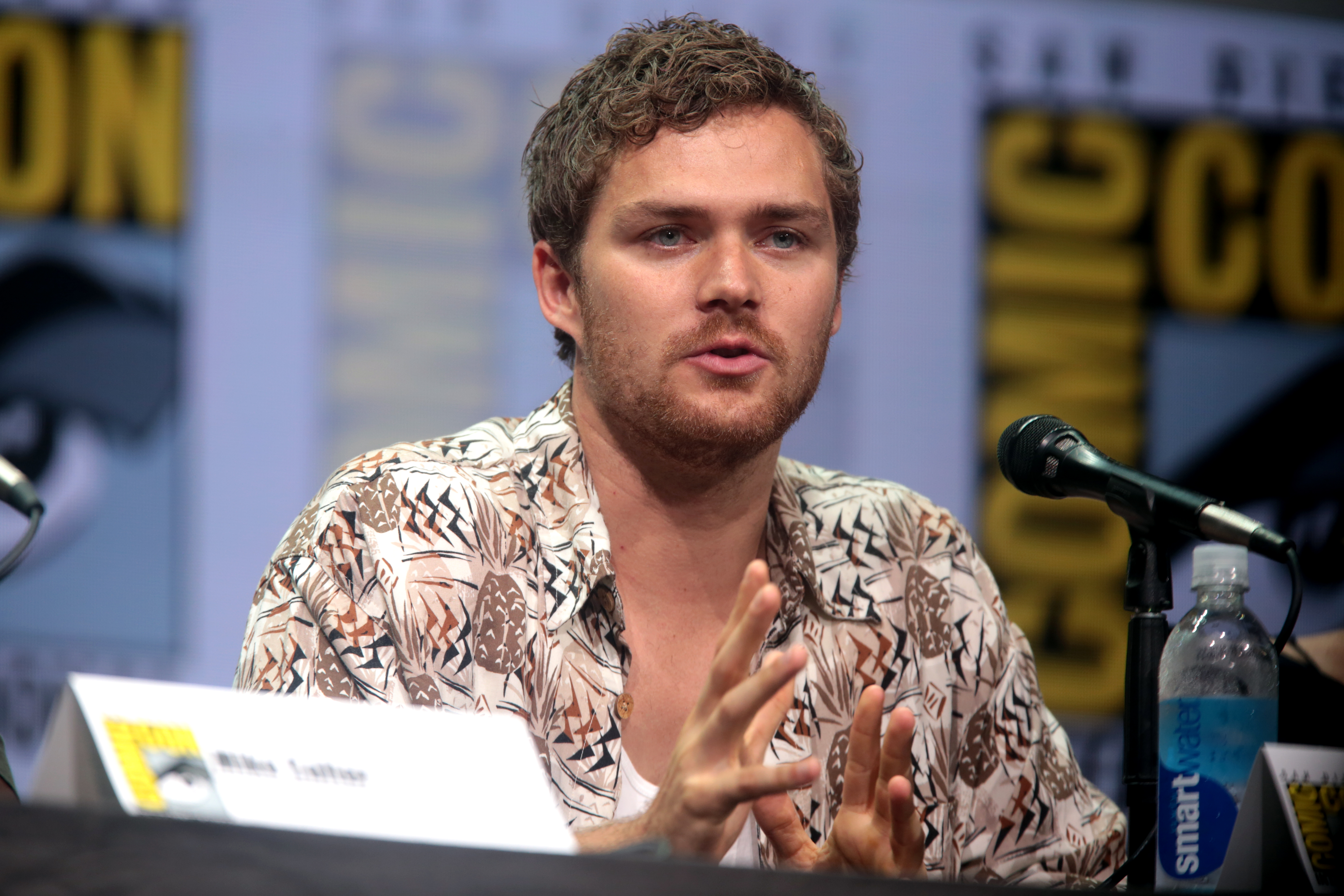
Finn Jones interprète Danny Rand / Iron Fist
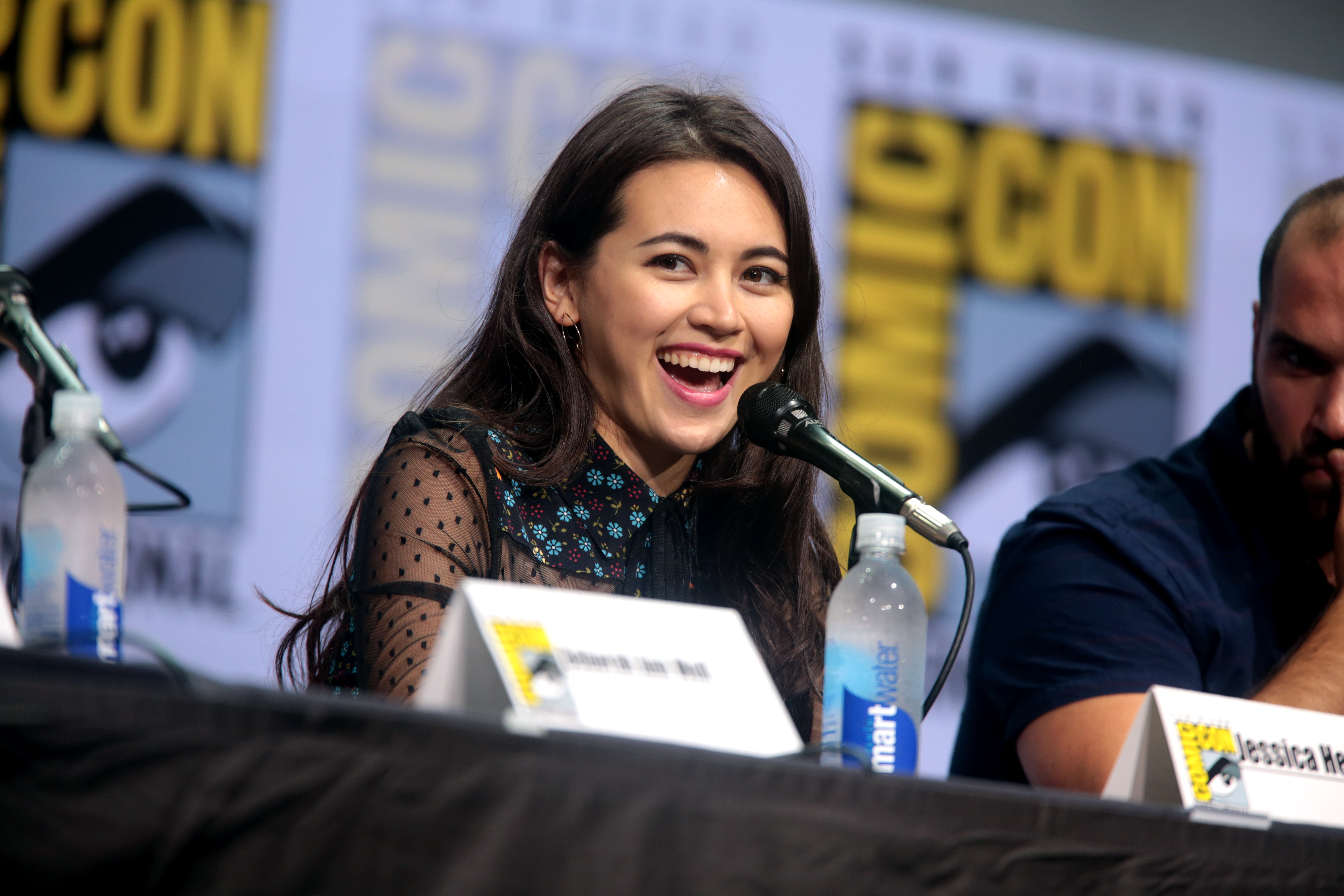
Jessica Henwick interprète Colleen Wing
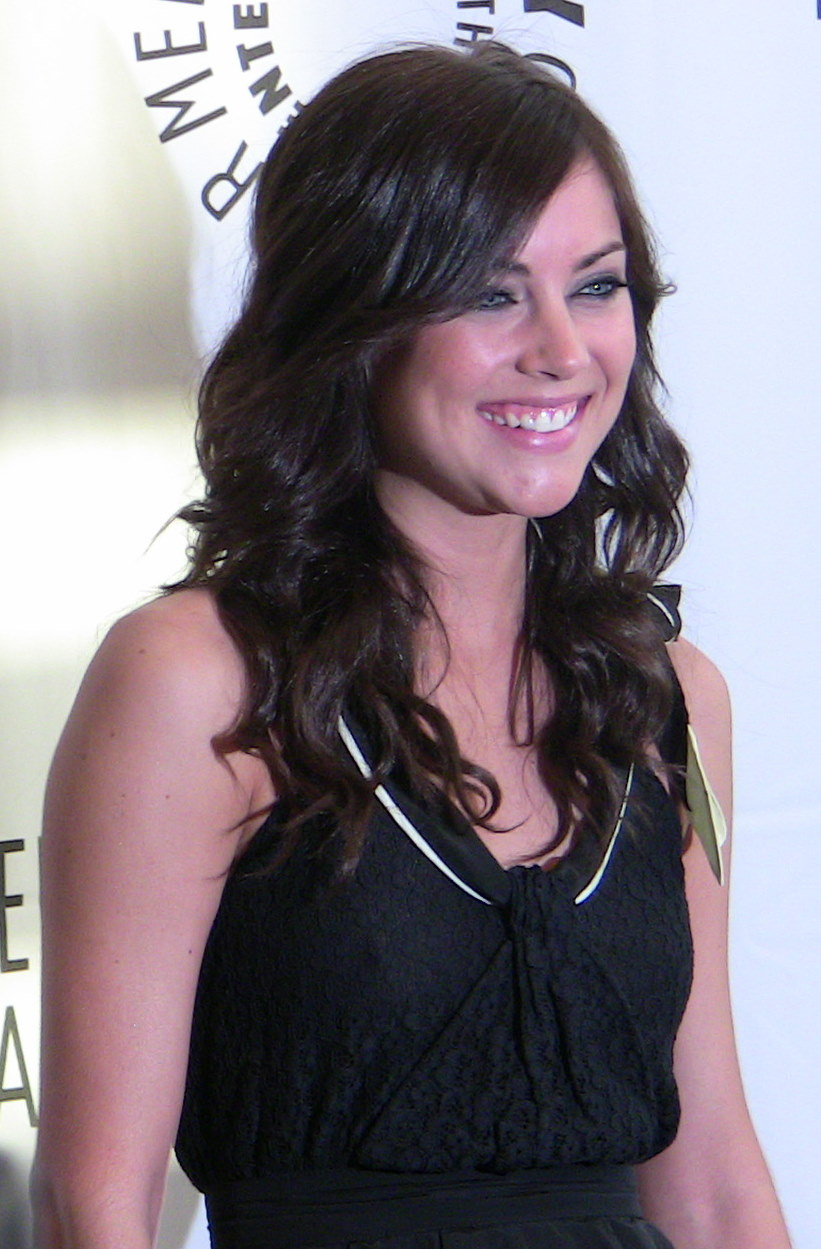
Jessica Stroup interprète Joy Meachum
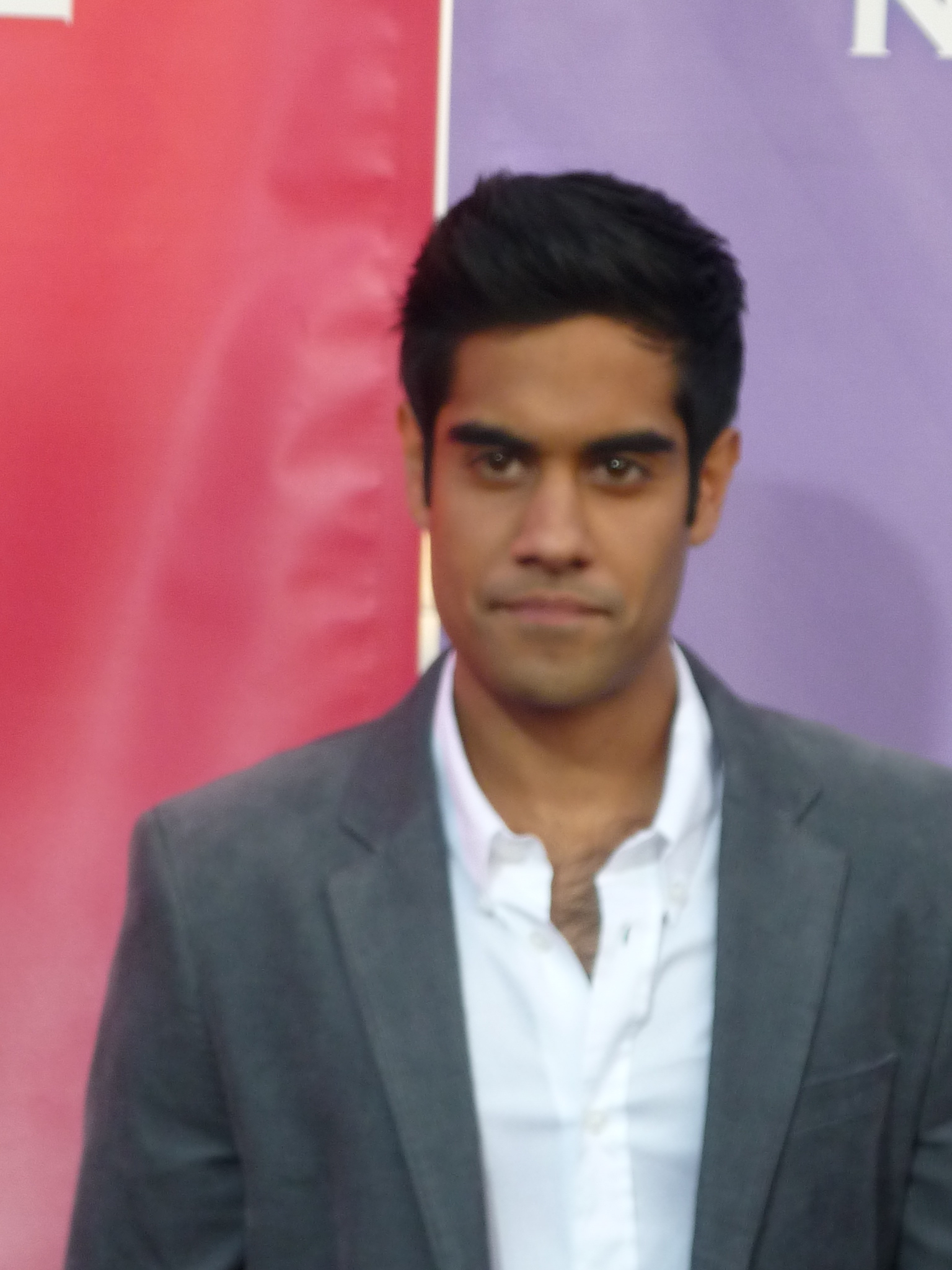
Sacha Dhawan interprète Davos
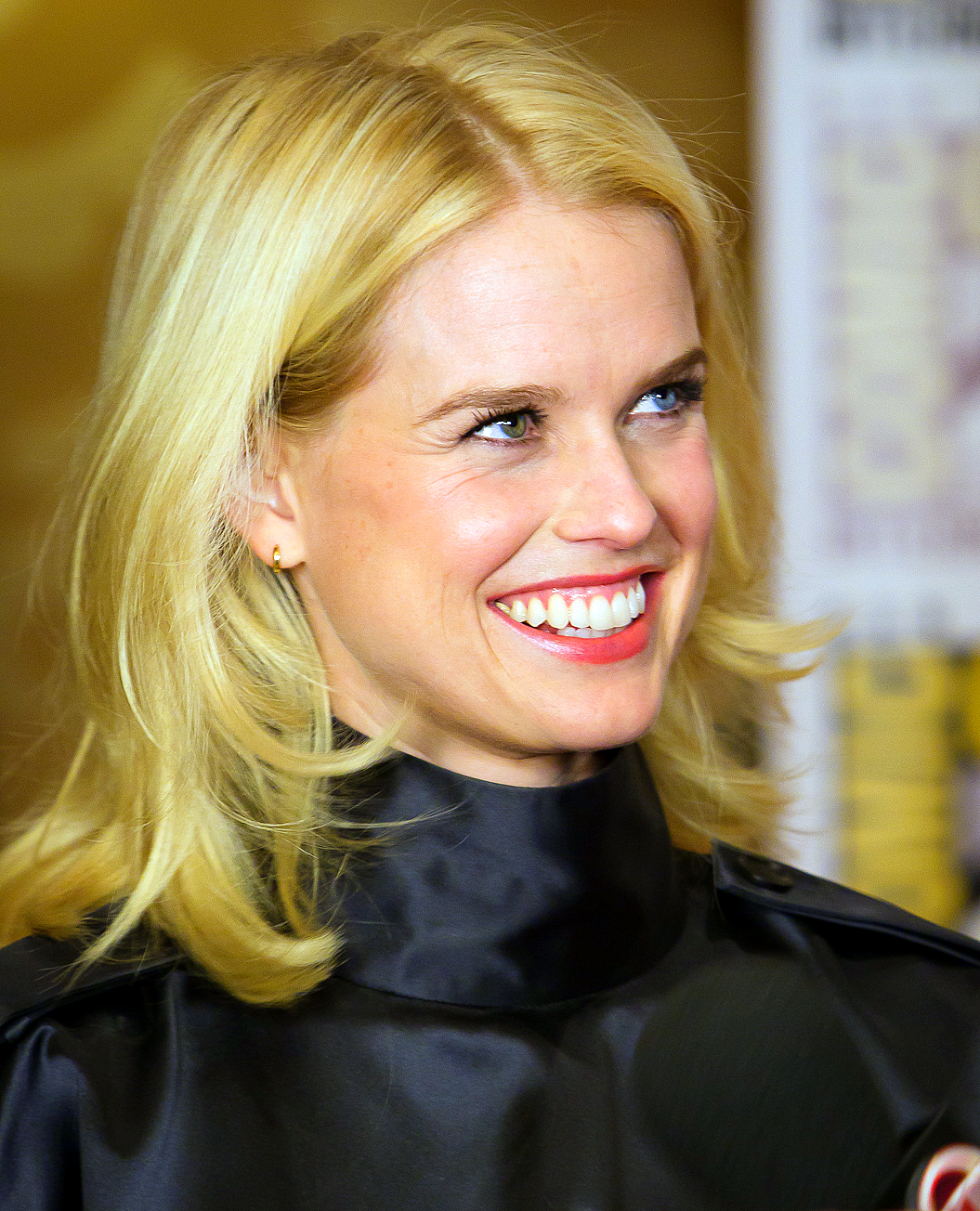
Alice Eve interprète Mary Walker / Typhoid Mary
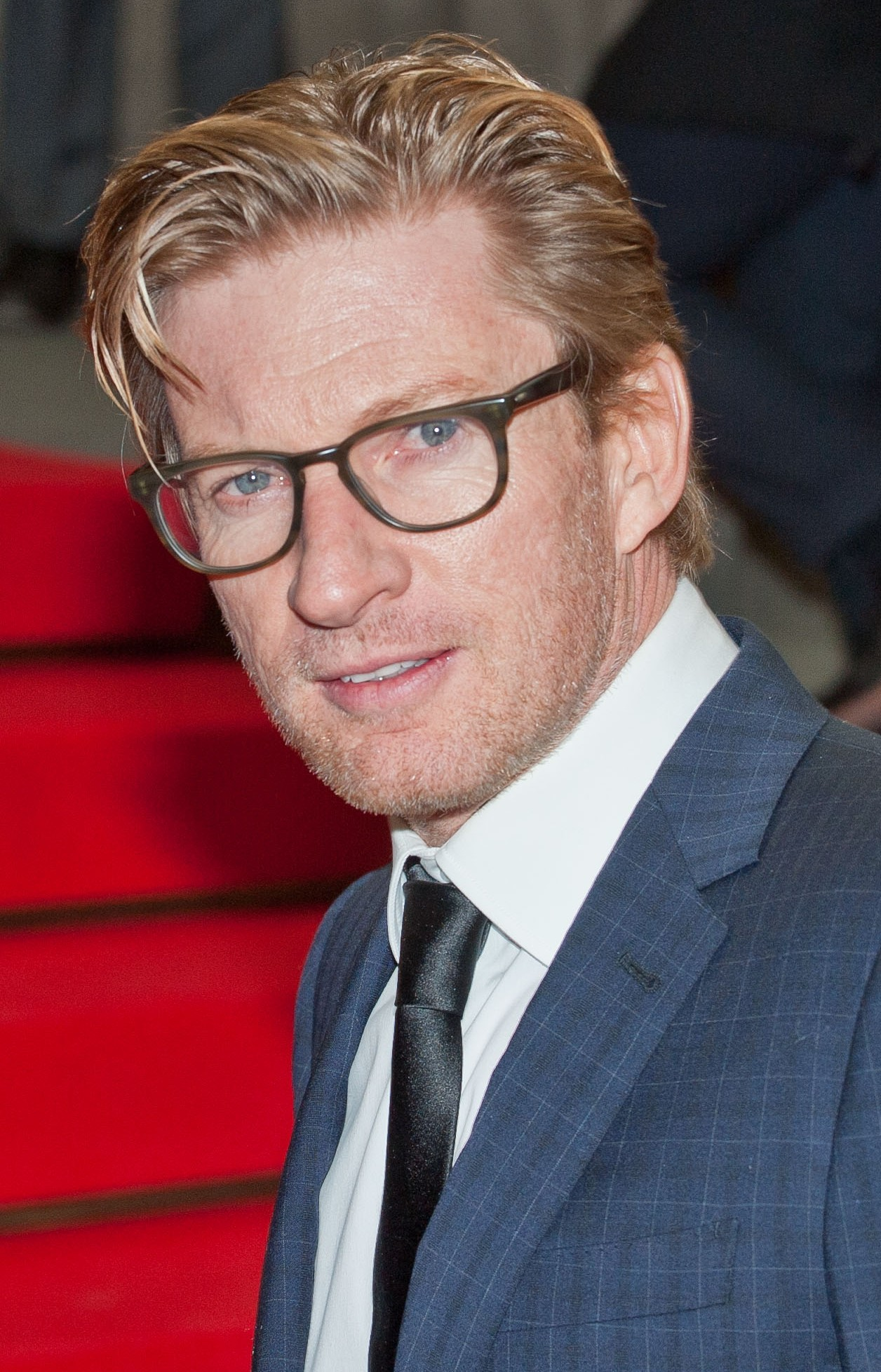
David Wenham interprète Harold Meachum

### Acteurs récurrents
- Barrett Doss (VF : Célia Asensio) : Megan
- Henry Yuk (VF : Sylvain Clément) : Hai-Qing Yang
- Olek Krupa (VF : Miglen Mirtchev) : Radovan Bernivig
- Ramon Fernandez (VF : Julien Meunier) : Kevin Singleton
- Clifton Davis (VF : Christophe Seugnet) : Lawrence Wilkins
- Marquis Rodriguez (VF : Oscar Douieb) : Darryl

### Invités
- Alex Wyse (VF : Pierre-Henri Prunel) : Kyle
- Murray Bartlett (VF : Jean-François Lescurat) : Dr Paul Edmonds
- Victoria Haynes : Heather Rand
- David Furr : Wendell Rand
- Elise Santora : Maria Rodriguez
- Lewis Tan (VF : Pascal Nowak) : Zhou Cheng[6]

### Invités venant des autres séries Marvel / Netflix
Daredevil
- Rosario Dawson (VF : Annie Milon) : Claire Temple[5] (saison 1)
- Wai Ching Ho (VF : Marie-Martine) : Madame Gao[7] (saison 1)

Jessica Jones
- Carrie-Anne Moss (VF : Danièle Douet) : Jeri Hogarth[5] (saison 1)

Luke Cage
- Tijuana Ricks (VF : Marjorie Frantz) : Thembi Wallace (saison 1)
- Simone Missick (VF : Laurence Charpentier) : Misty Knight (saison 2)

## Fiche technique
Sauf indication contraire, les informations mentionnées dans cette section peuvent être confirmées par la base de données cinématographiques IMDb,  présente dans la section « Liens externes ».
- Titre original : Marvel's Iron Fist ou Iron Fist
- Titre français : Iron Fist
- Création : Scott Buck, d'après les personnages créés par Roy Thomas et Gil Kane
- Décors : Loren Weeks
- Costumes : Stephanie Maslansky
- Photographie : Manuel Billeter
- Montage : Michael N. Knue ACE
- Musique : Trevor Morris (saison 1) et Robert Lydecker (saison 2)
- Production : Evan Perazzo
- Co-production : Christine Chambers, Tom Lieber, Samantha Thomas, Matthew O'Brien, Keira Morisette, Darren Frankel, Margaret Scarpello et Devon Quinn
- Co-production déléguée : Quinton Peeples, Ian Stokes, Scott Reynolds, John Dahl et Karim Zreik
- Production déléguée : Cindy Holland, Allie Goss, Alison Engel, Kris Henigman, Alan Fine (en), Stan Lee, Joe Quesada, Dan Buckley, Jim Chory, Jeph Loeb et Scott Buck
- Sociétés de production : Devilina Productions, ABC Studios, Marvel Television et Netflix
- Distribution :   Netflix
- Pays d'origine :  États-Unis
- Langue : anglais et chinois
- Format : couleurs - 1,78:1 - son Dolby Digital
- Genre : super-héros, action et dramatique
- Durée : 23 x 49–61 minutes
- Version française :
  - Société de doublage : Deluxe Média Paris
  - Direction artistique : Nathalie Raimbault
  - Adaptation des dialogues : Marc Saez

 Source et légende : version française (VF) sur RS Doublage

## Production

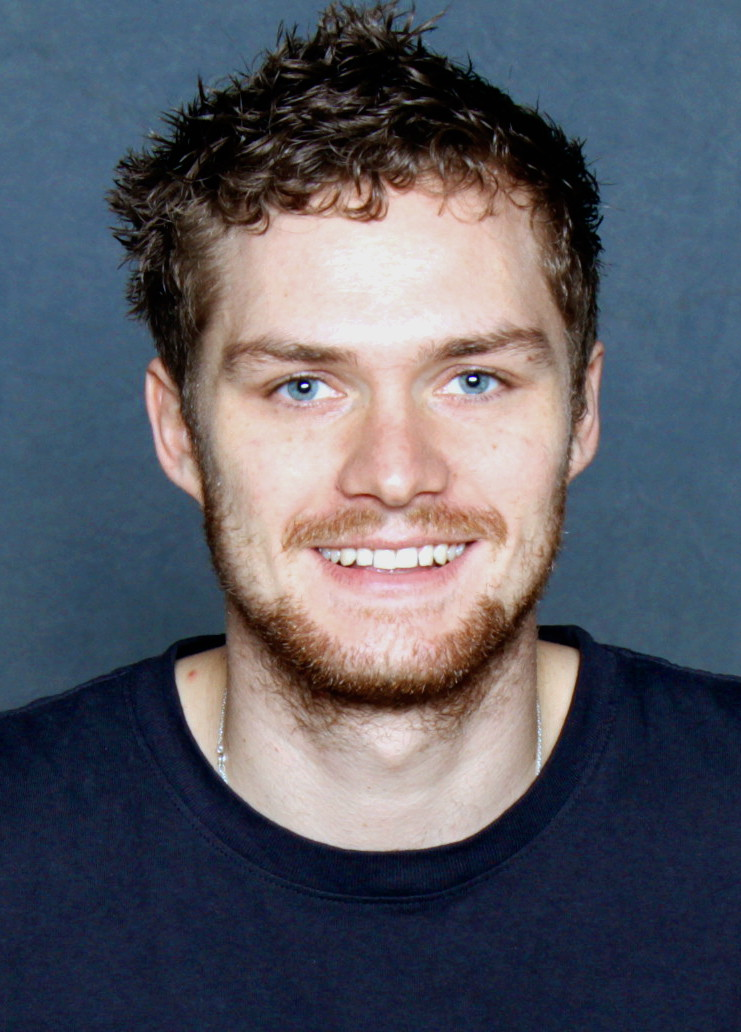
Finn Jones, 2016.

### Développement
La mise en chantier de la série a été plus compliquée que les précédentes. Jeph Loeb, à la tête de la division de Marvel Television, confirme auprès des fans en novembre 2015 que le travail d'écriture et de casting pour intégrer Iron Fist à l'univers de Daredevil et des séries qui suivraient prendrait plus de temps que prévu. Malgré le succès d'audience de Daredevil, le studio voulait confirmer l'engouement du public pour les séries de super héros Marvel avec Jessica Jones avant de mettre en route le projet. Une fois le succès confirmé, Loeb annonce le nom du producteur et superviseur d'Iron Fist en décembre 2015, à savoir le scénariste Scott Buck, connu pour son travail sur Dexter.
Le 29 janvier 2016, il est annoncé que le scénariste Scott Reynolds sera un des scénaristes de la série. Il a déjà scénarisé plusieurs épisodes de la série Jessica Jones et a déjà collaboré avec le showrunner Scott Buck pour la série télévisée Dexter, toujours en tant que scénariste.
Le 21 juillet 2016, à l'occasion du San Diego Comic Con, Marvel et Netflix ont dévoilé le logo de la série ainsi qu'un premier trailer et une première affiche. Ils ont aussi annoncé que celle-ci serait mise en ligne en 2017. Dans ces premières images, on peut apercevoir des flashbacks montrant le crash d'un avion, des moines dans la neige et Daniel attaché dans un asile psychiatrique qui s'échappe en pulvérisant le mur de sa cellule avec son poing.
Le 21 juillet 2017, à l'occasion du San Diego Comic Con, Marvel et Netflix confirment la commande d'une deuxième saison pour Iron Fist et la participation de Simone Missick, qui reprendra son rôle de Misty Knight. Déjà engagé sur Inhumans, Scott Buck quitte le poste de showrunner, remplacé par Raven Metzner, connu pour avoir travaillé sur la série Sleepy Hollow.
Le 28 juillet 2017, le site Screenrant annonce que les premières prises de vues sont prévues pour la fin de l'année 2018 avec le retour de Sacha Dhawan pour la seconde saison.
Le 25 septembre 2017, Finn Jones annonce qu'il commence son entraînement pour le tournage de la saison 2 sur Twitter. Le tournage de la seconde saison débute le 13 décembre 2017 pour finir le 10 mai 2018.
Le 7 juin 2018, Jeph Loeb confirme que la seconde saison sera diffusée en courant d'année sur Netflix alors que de nombreuses rumeurs l'annonçaient pour 2019. Il confirme aussi que le personnage apparaîtra dans la seconde saison de Luke Cage qui sera diffusée en juin 2018.
Le 13 octobre 2018, Netflix annonce l’annulation de la série après deux saisons. La possibilité de faire revenir le personnage dans les autres séries Marvel/Netflix ou sur la plateforme de vidéo à la demande que Disney développe est cependant évoquée.

### Distribution des rôles
Le 25 février 2016, il est annoncé que l'acteur Finn Jones, principalement connu pour avoir joué le rôle de Loras Tyrell dans la série Game of Thrones, interprètera le rôle de Daniel Rand.
Le 1er avril 2016, Marvel annonce que l’actrice Jessica Henwick, qui a notamment joué dans Game of Thrones et Star Wars, épisode VII : Le Réveil de la Force, rejoint la distribution de la série dans le rôle de Colleen Wing. Henwick expliquera après la diffusion de la série que si elle a d'abord été réticente en découvrant que le rôle principal avait été attribué à un acteur caucasien, elle a accepté le rôle en découvrant le personnage de Colleen Wing.
Le 11 avril 2016, l’acteur David Wenham est annoncé par Marvel pour interpréter le rôle de Harold Meachum. David Wenham est notamment connu pour avoir joué le rôle de Faramir dans deux films de la trilogie Le Seigneur des anneaux (Les Deux Tours et Le Retour du roi) ainsi que le personnage de Dilios dans le film 300.
Le 18 avril 2016, Marvel annonce que les deux acteurs, Jessica Stroup et Tom Pelphrey complètent la distribution de la série dans les rôles de Joy et Ward Meachum, les enfants de Harold Meachum. Jessica Stroup est principalement connue pour avoir joué dans la série 90210 Beverly Hills : Nouvelle Génération. Quant à Tom Pelphrey, il a notamment joué dans les soap Haine et Passion et As the World Turns ainsi que dans la série Banshee.

### Tournage
Marvel a annoncé en février 2014 que le tournage se passerait à New York. Le tournage de la série a débuté le 18 avril 2016 sous le nom de code Kick jusqu'au mois d'octobre 2016. Comme pour les autres séries Marvel/Netflix, le tournage a également eu lieu à New York, en particulier dans des endroits comme Brooklyn, Long Island City qui serviront comme décor pour l'ancien Hell's Kitchen. Manuel Billeter, connu pour avoir travaillé sur les séries Jessica Jones et Luke Cage est directeur de la photographie.
Finn Jones a confirmé avoir fait une pause dans son entraînement pour la saison 2 d'Iron Fist afin de se rendre sur le tournage de la saison 2 de Luke Cage ; il apparaît dans l’épisode 10.

## Épisodes

### Première saison (2017)
Cette première saison est composée de treize épisodes diffusés simultanément sur Netflix le 17 mars 2017.
1. Neige cède sous les pas (Snow Gives Way)
2. Faucon fantôme prend son envol (Shadow Hawk Takes Flight)
3. Coup de poing canon tonnerre grondant (Rolling Thunder Cannon Punch)
4. Paume des huit trigrammes du dragon (Eight Diagram Dragon Palm)
5. Cueille la feuille de lotus par en dessous (Under Leaf Pluck Lotus)
6. Immortel surgit de la grotte (Immortal Emerges From Cave)
7. Abattre l'arbre avec ses racines (Felling With Tree Roots)
8. Bénédiction de multiples fractures (The Blessing Of Many Fractures)
9. Maîtresse de toutes les agonies (The Mistress Of All Agonies)
10. Tigre noir dérobe le cœur (Black Tiger Steals Heart)
11. Ramener le cheval à l'écurie (Lead Horse Back To Stable)
12. Intercepter le grand chef (Bar the Big Boss)
13. Dragon joue avec le feu (Dragon Plays With Fire)

### Deuxième saison (2018)
Lors du Panel concernant la série The Defenders pendant le Comic-Con de San-Diego 2017 du 21 juillet 2017, Marvel TV annonce que la série est renouvelée pour une deuxième saison prévue pour le 7 septembre 2018. Elle compte 10 épisodes, dont les titres sont tirés de divers arcs des comics autour du personnage.
1. La Fureur d'Iron Fist (The Fury of Iron Fist)
2. Londres brûle-t-il ? (The City's Not for Burning)
3. Un secret mortel (This Deadly Secret...)
4. Boomerang (Target: Iron Fist)
5. Le Cœur du dragon (Heart of the Dragon)
6. Le dragon meurt à l'aube (The Dragon Dies at Dawn)
7. Aliénation mentale (Morning of the Mindstorm)
8. La Citadelle de la vengeance (Citadel on the Edge of Vengeance)
9. Une guerre sans fin (War Without End)
10. Iron Fist contre Iron Man (A Duel of Iron)

## Univers de la série
La série est située dans un univers urbain cosmopolite avec New York, dans des quartiers à la fois chics et sombres. Une partie de l'intrigue se situe dans la ville mythique de K'un L'un, une région glaciale et secrète. La série sera empreinte de magie : le personnage devra affronter des ennemis redoutables utilisant de sombres pouvoirs et évoluera dans un univers régi par les arts martiaux.

## Accueil

### Critiques
La première saison reçoit de mauvaises critiques, totalisant ainsi un score de 21 % d'approbation sur Rotten Tomatoes basé sur 82 avis, avec une moyenne de 4,24⁄10 et une note de 37⁄100 sur Metacritic basé sur 27 avis récoltés.
La deuxième saison reçoit des critiques mitigées, totalisant ainsi un score de 57 % d'approbation sur Rotten Tomatoes basé sur 46 avis, avec une moyenne de 5,69⁄10 et une note de 39⁄100 sur Metacritic basé sur 6 avis récoltés.
Les premières critiques, établies sur les six premiers épisodes et publiées le 8 mars 2017, considèrent qu'Iron Fist est décevante par rapport aux autres productions Marvel sur Netflix.
Pour Maureen Ryan de Variety, la série est « mortelle – dans le mauvais sens... [...] pas un élément ne fonctionne. Les scènes d'action manquent d'énergie, d'originalité. Aucun des personnages plats et ultra-classiques ne marque les esprits. » Pour Dan Fienberg de The Hollywood Reporter, « Iron Fist ressemble à un pas en arrière à tous les niveaux, une déception majeure qui souffre déjà de problèmes de narration durant les six premiers épisodes donnés aux critiques, et qu'on pourrait par bonheur éviter entièrement si ce n'était pas un pont jusqu'à la très attendue Defenders. » Allison Keene de Collider est plus indulgente : « Iron Fist n'est pas horrible, et certaines choses sont même très bonnes, mais ça aurait dû être bien mieux. »
Pour Alan Sepinwall de Uproxx, la critique est plus violente : « Pourquoi quiconque voudrait regarder ça, hormis les fans les plus dévoués et masochistes de Marvel ? ». Pour Den of Geek : « Visuellement, c'est un peu fade, et ça manque de cette énergie cinématographique qui faisait la valeur de Daredevil et Luke Cage. »

### Audiences
Malgré les avis négatifs de la part des critiques, la série au 3 avril 2017 a permis à Netflix d'enregistrer des audiences supérieures aux autres séries originales de la plateforme. Elle a concentré davantage de visionnages que les autres productions Marvel : 14,6 % des utilisateurs de Netflix ont regardé les premiers épisodes d'Iron Fist contre 12,8 % de Luke Cage, 13,8 % pour la seconde saison de Daredevil et 4 % de Stranger Things.